# Sistem deschis

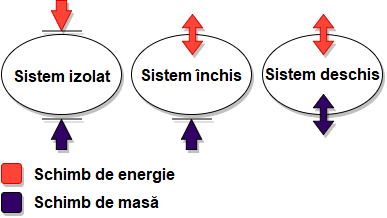
Proprietățile sistemelor izolat, închis și deschis cu privire la schimburile de energie și masă

În termodinamică un sistem deschis este un sistem fizic natural care permite atât transferul de materie, cât și de energie sub formă de lucru mecanic sau căldură în sau în afara sistemului.

## În domeniul mașinilor termice
În domeniul mașinilor termice un exemplu de sistem termodinamic deschis este o turbină cu abur. Limita sistemului este o suprafață imaginară care înconjoară turbina. Aburul „viu” (la presiune și temperatură mare) intră în turbină, iar după ce se destinde în turbină este evacuat, realizându-se un schimb de substanță între sistem și exterior. Deoarece aburul este evacuat la o temperatură mai mică decât cea de la intrare, există un schimb (de fapt o introducere) de căldură în sistem. Turbina produce lucru mecanic, care iese din sistem, apărând un schimb de lucru  mecanic între sistem și exterior. Deși există toate aceste schimburi, iar parametrii de stare ai aburului (presiunea și temperatura) variază de-a lungul turbinei, la funcționarea în regim stabilizat acești parametri de stare sunt constanți în fiecare punct, iar întregul sistem se află într-o stare staționară însă nu în echilibru termodinamic.

## În chimie
În chimie un exemplu de sistem termodinamic deschis este un pahar deschis care conține niște reactanți. Aici limita sistemului este o suprafață imaginară care înconjoară paharul și reactanții.
Un astfel de sistem nu poate exista în stare de echilibru termodinamic. Pentru a descrie abaterea sistemului termodinamic de la echilibru, pe lângă variabilele de stare este necesar un set de variabile de stare interne {\displaystyle \xi _{1},\xi _{2},\ldots }. Starea de echilibru este considerată a fi stabilă, iar proprietatea principală a variabilelor de stare interne, ca măsuri ale neechilibrului sistemului, este tendința lor de a se anula. Legea locală a anulării poate fi scrisă ca ecuație de relaxare pentru fiecare variabilă de stare internă
{\displaystyle {\frac {d\xi _{i}}{dt}}=-{\frac {1}{\tau _{i}}}\,\left(\xi _{i}-\xi _{0,i}\right),\quad i=1,\,2,\ldots }
unde {\displaystyle \tau _{i}=\tau _{i}(T,x_{1},x_{2},\ldots ,x_{n})}  este timpul de relaxare a variabilei i. Este convenabil să se considere valoarea inițială {\displaystyle \xi _{0,i}} egală cu zero.
Contribuția specifică la termodinamica sistemelor deschise care nu sunt în echilibru a fost făcută de Ilya Prigogine, care a cercetat un sistem de substanțe care reacționează chimic. În acest caz, variabilele interne par a fi măsuri ale reacțiilor chimice incomplete în timp, adică măsuri ale dezechilibrului sistemului considerat cu reacții chimice. Teoria poate fi generalizată, să considere variabile interne orice abateri de la starea de echilibru, cum ar fi compoziția sistemului, gradienții de temperatură, diferența de concentrație a substanțelor, gradele de completitudine ale tuturor reacțiilor chimice etc.
Creșterea energiei libere Gibbs {\displaystyle G} și a entropiei {\displaystyle S} la temperatura {\displaystyle T} și presiunea {\displaystyle p} constante sunt date de
{\displaystyle dG=\sum _{j}\,\Xi _{j}\,\Delta \xi _{j}+\sum _{\alpha }\,\mu _{\alpha }\,\Delta N_{\alpha }}
{\displaystyle T\,dS=\Delta Q-\sum _{j}\,\Xi _{j}\,\Delta \xi _{j}+\sum _{\alpha =1}^{k}\,\eta _{\alpha }\,\Delta N_{\alpha }}
Stările staționare ale sistemului există datorită schimbului atât de căldură ({\displaystyle \Delta Q_{\alpha }}) cât și de un flux de particule. Suma ultimilor termeni din ecuațiile precedente prezintă energia totală care intră în sistem cu fluxul de particule de substanțe {\displaystyle \Delta N_{\alpha }} care pot fi pozitive sau negative; cantitatea {\displaystyle \mu _{\alpha }} fiind potențialul chimic al substanței {\displaystyle \alpha }. Termenii din mijloc descriu disiparea energiei (producția de entropie) datorită relaxării variabilelor interne {\displaystyle \xi _{j}}, în timp ce {\displaystyle \Xi _{j}} sunt forțe termodinamice.
Această abordare a sistemelor deschise permite și descrierea creșterii și dezvoltării organismelor vii în termeni termodinamici.